# Índex de Youden

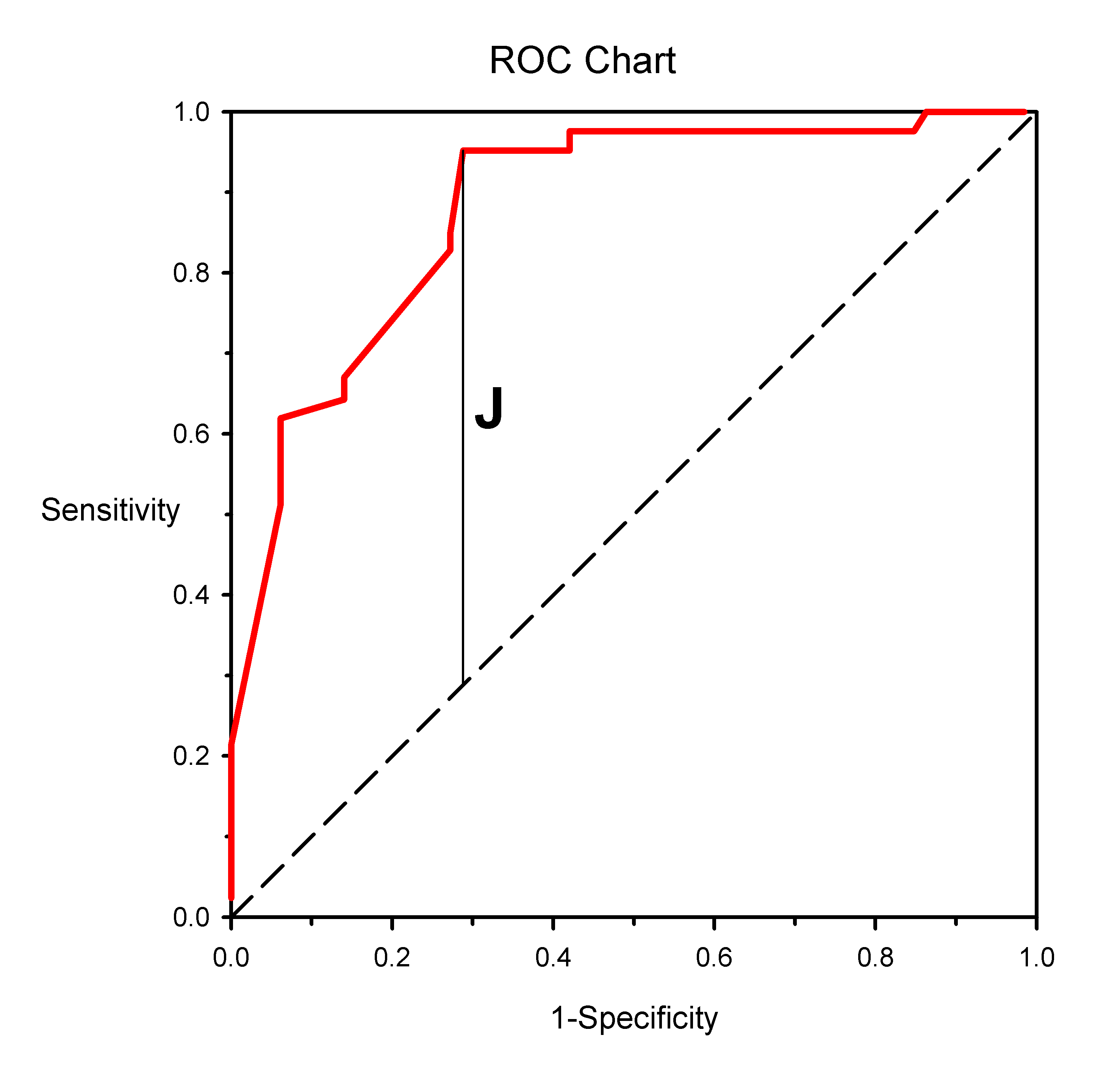
Exemple de corba característica de funcionament del receptor. Vermell sòlid: corba ROC; Línia discontínua: nivell d'atzar; Valor màxim de la línia vertical (J) de l'índex de Youden per a la corba ROC.

L'estadística J de Youden (també anomenada índex de Youden) és una estadística única que captura el rendiment d'una prova diagnòstica dicotòmica. La informació és la seva generalització al cas multiclasse i estima la probabilitat d'una decisió informada.
L'estadística J de Youden és
{\displaystyle J={\text{sensitivity}}+{\text{specificity}}-1}
sent les dues magnituds de la dreta la sensibilitat i l'especificitat. Així, la fórmula ampliada és:
{\displaystyle J={\frac {\text{true positives}}{{\text{true positives}}+{\text{false negatives}}}}+{\frac {\text{true negatives}}{{\text{true negatives}}+{\text{false positives}}}}-1}
L'índex va ser suggerit per WJ Youden el 1950 com una forma de resumir el rendiment d'una prova de diagnòstic, però la fórmula va ser publicada anteriorment a Science per CSPierce el 1884. El seu valor oscil·la entre -1 i 1 (inclòs), i té un valor zero quan una prova diagnòstica dona la mateixa proporció de resultats positius per a grups amb i sense malaltia, és a dir, la prova és inútil. Un valor d'1 indica que no hi ha falsos positius ni falsos negatius, és a dir, la prova és perfecta. L'índex dona el mateix pes als valors falsos positius i falsos negatius, de manera que totes les proves amb el mateix valor de l'índex donen la mateixa proporció del total dels resultats mal classificats. Tot i que és possible obtenir un valor inferior a zero d'aquesta equació, p La classificació només produeix falsos positius i falsos negatius, un valor inferior a zero només indica que s'han canviat les etiquetes positives i negatives. Després de corregir les etiquetes, el resultat estarà en el rang de 0 a 1.
L'índex de Youden s'utilitza sovint juntament amb l'anàlisi de les característiques de funcionament del receptor (ROC). L'índex es defineix per a tots els punts d'una corba ROC, i el valor màxim de l'índex es pot utilitzar com a criteri per seleccionar el punt de tall òptim quan una prova de diagnòstic dona un resultat numèric en lloc d'un resultat dicotòmic. L'índex es representa gràficament com l'alçada per sobre de la línia d'atzar, i també és equivalent a l'àrea sota la corba subtessa per un únic punt de funcionament.